# 배지느러미

9번의 지느러미가 배지느러미의 위치다.

배지느러미는 어류의 배나 가슴의 위치한 지느러미로 좌우의 1쌍이 있다. 가슴지느러미랑 같이 몸의 균형을 잡고 몸을 나아가게 하는 역할을 한다. 지느러미는 크게 쌍지느러미랑 홑지느러미로 구별되는데, 가슴지느러미랑 배지느러미가 쌍지느러미에 포함된다

## 참고
꽃동멸같은 물고기는 배지느러미로 몸을 받혀 해저에 앉아 있을 수 있다.

## 같이 보기
- 가슴지느러미